# Bút

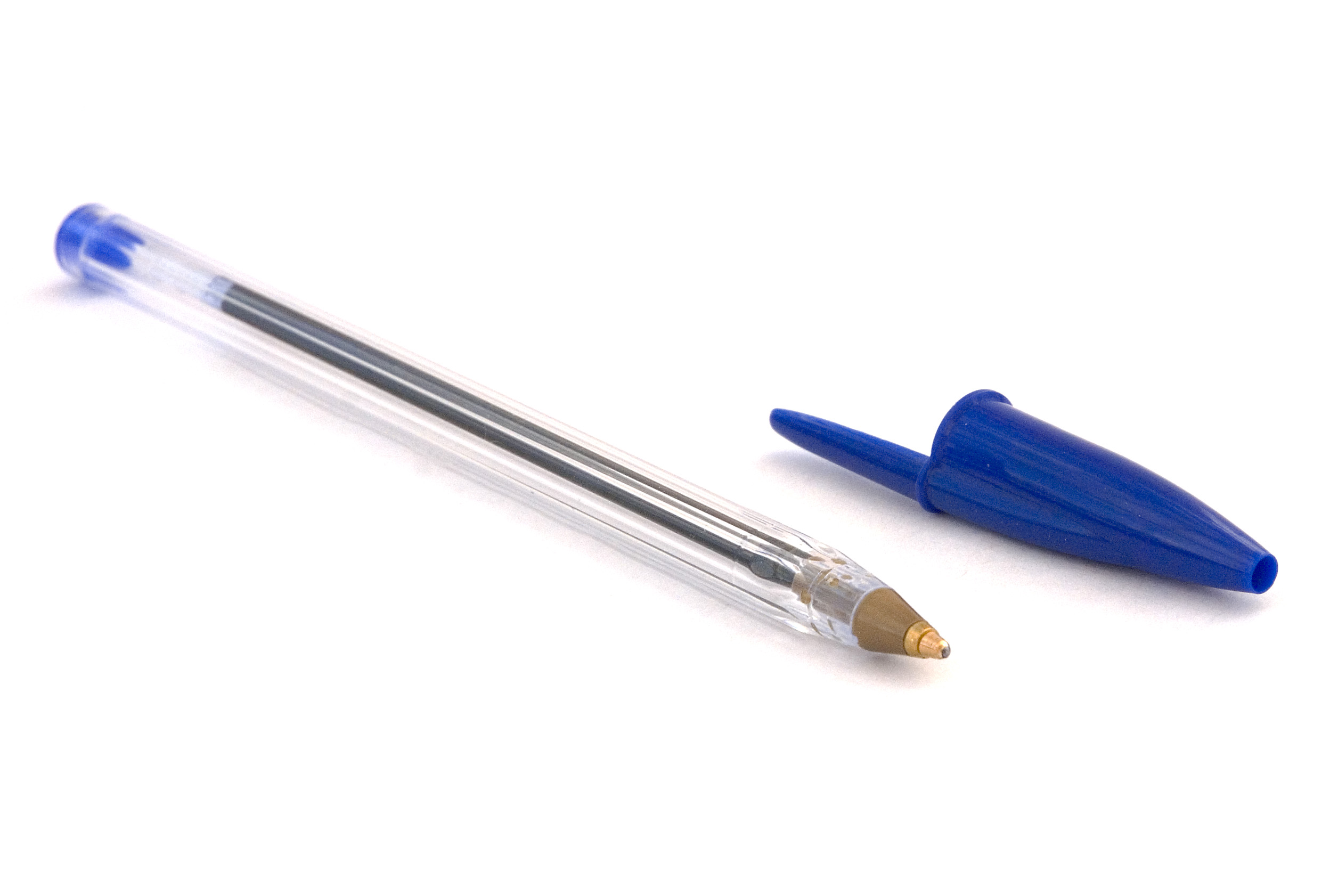
Một chiếc bút bi tròn đầu.

Bút (tiếng Latin là penna, tiếng Anh là pen) hay còn gọi là viết là dụng cụ dùng mực, màu hoặc chì để ghi trên bề mặt, thông thường bề mặt giấy. Công dụng của bút là để viết hoặc vẽ.